# SC GLADIATOR
Спортен клуб по източни бойни изкуства Гладиатор е създаден през 1988 г. По това време не може да се говори за клуб по източни бойни изкуства, защото първоначално формата, под която съществува е като секция по таекуондо към Работническия спортен клуб на тогавашния Химико-фармацевтичен комбинат (ХФК) в гр. Дупница.
През 1989 г. се прави опит да се създаде клуб по бойни изкуства към съществуващата по това време Организация за съдействие на отбраната (ОСО) и секцията по таекуондо да премине там, но такъв клуб така и не се създава.
Спечелени са и първите медали от републикански състезания, през 1990 г. състезател от клуба е включен в националния отбор и участва на европейско първенство по таекуон-до за юноши във Виена. През 1991 г. клубът излиза от шапката на ХФК и започва самостоятелното си развитие.
До 10.09.1996 г. клубът съществува без да бъде регистриран като юридическо лице. На горната дата е проведено Учредително събрание и са подадени документи за регистрация в Кюстендилския окръжен съд, решението за регистрация излиза на 13.11.1996 г. Клубът започва да се развива с доста бързи темпове, макар че по това време икономическата обстановка в страната е изключително тежка. В клуба тренират повече от 60 деца.
През 1996 г. СК Гладиатор е вписан в Централния регистър на юридическите лица с нестопанска цел към Министерството на правосъдието, за осъществяване на общественополезна дейност, а от 1997 г. е член на Българска федерация по Таекуондо – WTF и е вписан в Националния регистър на лицензираните спортни организации и членуващите в тях спортни клубове към Министерство на младежта и спорта.

## Европейско първенство 2022г.
- Йорданка Трендафилова с бронз от Европейското първенство за кадети в Малта.

- Александра Георгиева със сребърен медал от Европейското първенство за юноши и девойки.